# Božena Končić Badurina
Vizualna umjetnica Božena Končić Badurina (Zagreb, 1967.) diplomirala je Filozofskom fakultetu u Zagrebu njemački i ruski jezik i književnost (1995.) te grafiku na Akademiji likovnih umjetnosti u Zagrebu (1996.), u klasi prof. Miroslava Šuteja. Izlagala je na brojnim samostalnim i grupnim izložbama u zemlji i svijetu, dobitnica je nekoliko stipendija i nagrada. Niz je godina radila kao vanjska suradnica, prevoditeljica HR3, u emisijama iz kulture. Članica je HDLU-a i HZSU-a. Jedna je od umjetnica čiji su radovi izloženi na skupnoj izložbi ženskih autorica iz fundusa više Hrvatskih muzeja, Vidljiveu Muzeju suvremene umjetnosti u Zagrebu (2023.).

## Životopis
Do sredine 2000-ih performans je središnji medij njenog izražavanja. U tu seriju radova mogu se ubrojiti izložbe poput Samoj sebi (Galerija Matice hrvatske, Zagreb, 2004.), Satima (Studio Muzeja suvremene umjetnosti, Zagreb, 2004.) ili performans Privremeno tijelo (Trijenale hrvatskog kiparstva, Gliptoteka HAZU, Zagreb, 2006.).Riječ je o performansima u trajanju, uglavnom statičnim slikama u prostoru, u kojima je najviše zanima odnos između autorice/izvođačice i promatrača te destabiliziranje njihovih pozicija. 
U performansima Približavanje (2006.) i Connected (2007.) uloge publike i izvođača se izokreću te se tako stvara prostor u kojem se ispituje blizina, bliskost, ranjivost, izloženost drugome.
U posljednjih desetak godina se u nizu site-specific radova bavila istraživanjem konkretnih izlagačkih prostora i odnosom publike/prolaznika i galerijskog prostora, prostora ulice, gradske četvrti i grada. Radove koji se sastoje od mapiranja suživota ljudi i prostora svakodnevice izvodi u suradnji s radnicima, zaposlnicima, korisnicma konkretne lokacije. U tom bi se smislu, njene radove mogli nazvati intervencijama, (inter)akcijama, situacijama. Realizirala je također niz radova u kojima se bavila temom nevidljivog, zaboravljenog, zanemarenog rada žena. Umjetnička knjiga/knjižica često je format koji prati pojedini projekt, izložbu.

## Istaknutiji radovi

### Jadrankin prvi život

##### crtež, audio-zapis, maketa, Nova BAZA kustoskog kolektiva BLOK, Zagreb (2023.)[8]
Rad je inspiriran životom Trešnjevčanke Jadranke Klekar (Zagreb, 1954.), zaposlenice kompleksa hotela Laguna, borkinje za radnička i ženska prava. Jadrankin život pratimo od 1954. godine, preko zaposlenja u Laguni 1973., rođenja sina 1988. i teških uvjeta života u stanu bez vode, oko čega joj radni kolektiv hotela Laguna pomaže. Slijedi raspad jedne i uspostava druge države, razdoblje kraja 1990-ih, kada se radnicima Lagune drastično smanjuju plaće, do 2001. kada kreću u štrajk zbog minimalnih plaća i nehumanih uvjeta rada. Štrajk ostavlja trag na njoj i svima koji su sudjelovali. Kroz njenu priču čitamo priče mikrolokacije Trešnjevke, pratimo tipologiju radničkih stanova, ali i priču o raspadu jednog sustava i turbulentnom tranzicijskom razdoblju u kojem se ugrožavaju sva radnička prava.
Umjetnica je istražila i oslikala Jadrankinu životnu priču kroz 40 crteža, sa zvučnom podlogom. Preko prvog para slušalica nas uvodi u priču o štrajku radnika Lagune 2001. godine i njegovom tijeku, a preko drugog para nam priča o tijeku Jadrankinog života, o prostorima u kojima je živjela. Zvukovi prostora, ambijenta, približavaju čitav narativ. U središtu je izložbe (rada) maketa koja predstavlja sedam stanova u kojima je Jadranka živjela, a na vrhu je stan iz njenih snova.

### Od 4 do 23

##### on-line galerija OUT - Petikat (2021.)[11]
Simulacija izravnog prijenosa aktivnosti dviju medicinskih sestara na Covid odjelu bolnice KB Dubrava. Radom se referira na dokumentarni film Kreše Golika, "Od 3 do 22" (1966.), koji bilježi radni dan tekstilne radnice. U svom radu "Od 4 do 23", ona prati rad dvije medicinske sestre, Sanju (33) i Mariju (42), kod kojih svjedočimo sličnim obvezama i izvan radnog vremena. Obje dan započinju i završavaju radom u ‘trećoj smjeni’ - kućanskim poslovima.

### Ćemo, ćemo... ja, ma kako ćemo?[12]

##### MMSU Rijeka, ambijentalna instalacija u sklopu izložbeIzmeđu tamo i tamo: anatomija privremenih migracija(2017.).[13]
Rad je nastao u suradnji s kulturnom antropologinjom Dugom Mavrinac. Usmjeren je na istraživanje radnih migracija te njihovu feminizaciju. Procjenjuje se da trenutačno u svijetu ima oko 53 000 000 radnika u kućanstvu od kojih su 83% žene. Sadržaji pokazani na izložbi rezultat su istraživanja i razgovora s njegovateljicama starih i bolesnih osoba koje iz Hrvatske, posebno iz Istre i Kvarnera, odlaze na rad u Italiju. Izložba je predstavljena i u galeriji Nova u okviru projekta "One su bile kakvo-takvo rješenje" (2017.). Jedan od segmenata instalacije bila je Konvencija o radnicima u kućanstvu C189 Međunarodne organizacije rada, koju Hrvatska još uvijek nije ratificirala.
U središtu je pitanje neformalnog rada u kućanstvu. Rad je trebao ispitati koje su mogućnosti suradnje umjetnosti i antropologije te na koji način umjetnost može doprinijeti većoj vidljivosti ove teme u javnosti. Instalacija na izložbi asocira na sobu, prostor u kojem se odvija radni dan njegovateljica, naznačen drvenom konstrukcijom u obliku kubusa i komodom. Uz instalaciju je izložena i umjetničke knjižica Ovdje i tamokoja kroz tekst i crtež prikazuje tipične situacije iz života njegovateljica na dvije adrese.  

### Adžijina 11 način upotrebe

##### BAZA kustoskog kolektiva BLOK, Zagreb (2016.)[16]
Rad Božene Končić Badurina nastao je u okviru programa Umjetnici za kvart. Rad istražuje povijest lokacije na kojoj je smješten prostor kustoskog kolektiva BAZA. Sastoji se od audio-vodiča kroz stubište zgrade te zidnog crteža koji je početna i završna točka ture. Vodstvo se sastoji od faktografskih podataka o zgradi i njezinoj povijesti, sjećanja stanara; bilježenja najočitijih, najobičnijih, naizgled banalnih sitnica. Knjiga Adžijina 11 način upotrebe završni je dio, svojevrsna sinteza istoimenoga rada. Naslov je referenca na roman Život način uporabe Georgesa Pereca u kojem autor pomno opisuje život i stanare zgrade u imaginarnoj pariškoj ulici na broju 11. Za razliku od Perecova romana, knjiga Božene Končić Badurine bavi se poviješću, prostorom, socijalnom strukturom i susjedstvom stvarne stambene zgrade izgrađene početkom 20. stoljeća u Zagrebu. Kao i mnogim drugim knjigama koje su dio rada, umjetnica se izražava crtežem i tekstom, nastalim temeljem iskaza stanara, arhivskih i drugih materijala, koji daju uvid u povijest zgrade i života stanara te u društvene i političke promjene na ovim prostorima.

### Romana

##### audio-zapis u javnom prijevozu, 15. Performance Art Festival, Osijek (2015.)[19]
Informativno poetičan tekst o vozačici tramvaja Romani Mujakić koji se prenosio preko zvučnika u tramvaju broj 1 u Osijeku za vrijeme trajanja 15. Performance Art Festivala.

### Marija

##### Audio zapis, rad na samostalnoj izložbiVodič kroz galeriju, Galerija Forum, Zagreb (2013.)
Čuvarica izložbe Marija posjetitelju daje slušalice i MP3 player koji emitira tekst informacije o njoj samoj, o njezinu obiteljskom statusu, osobinama, afinitetima, stavovima o životu i radu u Galeriji.